# Puerto Aguirre (Chile)
Puerto Aguirre ist eine chilenische Kleinstadt und der größte Ort auf der Insel Las Huichas in der Region Aisén.
Die Gemeinde Puerto Aguirre hat Einschließlich der Ortsteile Caleta Andrade und Estero Copa etwa 1850 Einwohner. Hauptwirtschaftszweig ist die Lachszucht, Land- und Forstwirtschaft spielen kaum eine Rolle. Der Tourismus hat bisher eine geringe, aber wachsende Bedeutung für die Wirtschaft.
Der Ort wird von Fähren, die zwischen Puerto Montt und Puerto Aysén pendeln, als Zwischenhalt angesteuert.